# Ecbatana
Ecbatana (AFI: [ekˈbatana]; in persiano antico 𐏃𐎥𐎶𐎫𐎠𐎴, Hagmatāna; in greco antico: Ἀγβάτανα?, Agbàtana e Ἐκβάτανα, Ekbàtana) è stata una città del Vicino Oriente antico, capitale del Regno dei Medi. Fu poi capitale della satrapia achemenide di Media e residenza estiva degli imperatori persiani. Il sito si trova all'interno della città di Hamadan, in Iran.

## Storia
Ecbatana viene menzionata già nel 470 a.C. dal poeta greco Eschilo nel dramma I Persiani. Lo storico Erodoto attribuisce alla città un'importanza straordinaria nella fondazione del regno medo. Secondo lui, Ecbatana fu fondata come futura residenza reale sotto il principe medo Deioce o Daiukku. La ricerca moderna ha poi dimostrato che Deioce, tuttavia, non era un medo ma un re manneo. Si dice che Deioce abbia ordinato al suo popolo di costruire un palazzo su una collina e di sistemare la terra solo intorno ad esso. Intorno alla città furono costruiti sette anelli di mura di diverso colore, in modo che quello interno sovrastasse sempre quello esterno. La posizione collinare della città favorì questo piano di costruzione. Si dice che il palazzo e le case del tesoro si trovassero nell'anello più interno e che la città stessa assomigliasse per estensione all'Atene contemporanea di Erodoto.
Gli scavi archeologici e le ulteriori ricerche sulla storia della Media hanno tuttavia fatto apparire le affermazioni di Erodoto come una "velleità politica" a cui non corrispondono le reali circostanze storiche.
Fortificazioni del tipo descritto sono attestate da rilievi assiri della prima metà del I millennio a.C.. Sembra che fossero diffusi in tutto il Vicino Oriente e si può ipotizzare anche per la regione montuosa tra la Mesopotamia e gli altopiani iraniani. Tuttavia, le dimensioni del complesso descritto da Erodoto sembrano un po' esagerate.
Ecbatana, descritta nelle fonti storiche, era una delle città più grandi e influenti dell'Iran pre-achemenide. Era il centro della struttura di potere medo e quindi aveva funzioni amministrative e rappresentative di primo piano. Di conseguenza, fu anche il primo obiettivo dell'achemenide Ciro II durante le sue conquiste nel VI secolo a.C. Quando Ciro divenne anche re del regno di Media in unione personale dopo la conquista della città, assunse Ecbatana come sua città residenziale. Sotto di lui e sotto il figlio e successore Cambise II, Ecbatana fu la più importante residenza reale. Ecbatana perse parte della sua importanza quando Dario I elevò anche Persepoli e Susa a residenze reali. Secondo Senofonte, Ecbatana divenne la residenza estiva dei re achemenidi.
La città era un importante nodo di traffico. La strada reale dal cuore persiano alla ricca Battria passava per Ecbatana. Una seconda strada, attraverso i Monti Zagros, collegava la città direttamente alla Mesopotamia. Questa strada conduceva, direttamente dietro Ecbatana, oltre le iscrizioni di Dario e Serse di Gansh Nameh e poi passava per Bisotun, divenuta famosa per una serie di rilievi e iscrizioni reali persiane, ben 100 km più a sud-ovest in linea d'aria.
Vicino a Ecbatana si trovava anche il castello di Sikayawautish, dove Dario I e i suoi sette cospiratori uccisero l'usurpatore Gaumata, che aveva qui la sua residenza.
Nel 330 a.C., Ecbatana fu conquistata dalle truppe di Alessandro Magno nella speranza di trovarvi il re in fuga Dario III, ma questi era già in viaggio verso la Battria. A Ecbatana, Alessandro concluse ufficialmente la sua campagna di vendetta contro i Persiani e liberò i soldati affinché continuassero a combattere come mercenari sotto la sua guida. Il generale Parmenione fu lasciato in città con compiti amministrativi e fu poi assassinato qui. Sempre ad Ecbatana venne ucciso pochi anni Efestione, generale nonché grande amico e amante del re macedone.
In seguito, Ecbatana divenne un importante centro dell'ellenismo come Epifaneia. Il palazzo achemenide fungeva ancora da residenza seleucide nel III secolo a.C.. La zecca seleucide era ancora in funzione sotto il dominio partico e la città mantenne il suo status di residenza regale sotto gli Arsacidi di Partia. In quanto città più grande e importante della Media, i Parti accordarono a Ecbatana un alto rango. I sovrani arsacidi continuarono a utilizzarlo anche in seguito come residenza estiva; di questo periodo si hanno testimonianze di una vivace attività edilizia.
Sotto i Sasanidi (224-652 d.C.), l'importanza della città declinò gradualmente. Sebbene sia stata probabilmente ancora per un breve periodo la residenza reale, non si conosce alcuna attività edilizia di rilievo di quel periodo. Quando gli arabi conquistarono la città, questa portava già il nuovo nome di Hamadan.

### Il leone di Ecbatana

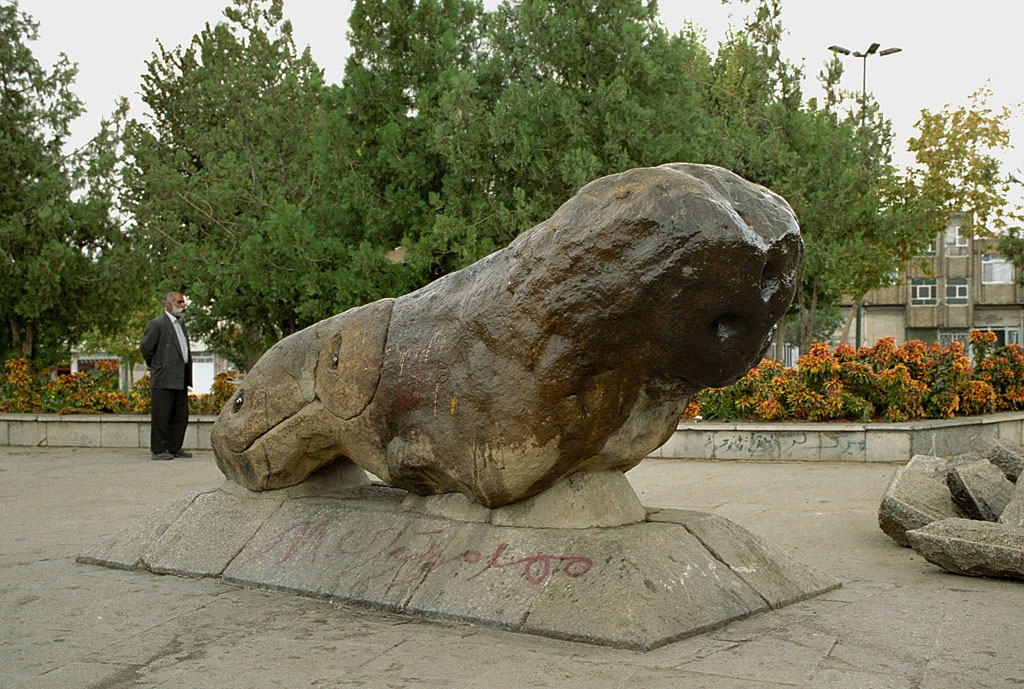
Il Leone di Ecbatana

Il Leone di Ecbatana, una statua di leone lunga circa 3,5 metri, si trova ancora oggi ad Hamadan. Sulla base di paralleli stilistici in Grecia (come il leone di Anfipoli) può essere datato all'epoca ellenistica (il tempo di Alessandro Magno). Il motivo dell'erezione della statua non è chiaro. Heinz Luschey ha suggerito che il leone sia stato eretto da Alessandro Magno in memoria del suo amico Efestione, morto durante la celebrazione della vittoria a Ecbatana nel 324 a.C. (sepolto a Babilonia). Tuttavia, poiché le fonti arabe menzionano una porta del leone (bab ul-asad) ad Hamadan, è anche possibile che il leone abbia avuto un tempo una controparte e sia servito come figura guardiana di tale porta. Si presume che questa statua sia considerata e venerata come simbolo di fertilità dalle donne del luogo.